# Lesbians on Ecstasy
Lesbias on Ecstasy es el álbum debut de la banda homónima de Montreal de electropunk Lesbians on Ecstasy. Contiene 11 canciones, incluyendo una pista extra grabada en vivo. Su primer sencillo es "Tell Me Does She Love The Bass", una reversión del hit de 1988 de Melissa Etheridge "Like the Way I Do".
Este disco también contiene varios covers de otros artistas canadienses. "Pleasure Principal" es un electropunk que responde a la canción de Rough Trade "High School Confidential", "Kündstant Krøving" es una versión del hit de K.D. Lang "Constant Craving", "Parachute Clubbing" lo es de la canción de Parachute Club "Rise Up" y "Bitchsy" hace referencia a la canción de Fifth Column "All Women Are Bitches". "Bitchsy" aparece en la serie de televisión Queer as Folk durante el final de la temporada de 2005.
En 2005, The Advocate eligió Lesbians on Ecstasy como su "Álbum numero uno del año".

## Lista de canciones
1. "Intro" – 1:00
2. "Parachute Clubbing" – 3:30
3. "Tell Me Does She Love the Bass" – 4:52
4. "Pleasure Principal" – 5:10
5. "Kündstant Krøving" – 3:55
6. "Bitchsy" – 3:19
7. "Closer to the Dark" – 3:46
8. "Queens of Noise (Bring da Bunny)" – 4:20
9. "Revolt" – 5:25
10. "Summer Luv" – 3:12
11. "Manipulation" – 5:33
12. "Superdyke! (Live)" – 4:33